# Szeres település

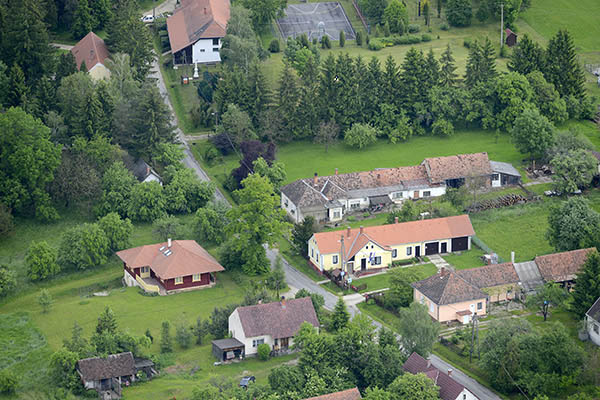
Ispánk madártávlatból

A szeres (Göcsejen szeges) településszerkezet Közép-Európa dombvidékein elterjedt településforma. Ez a településforma átmenet a csoportos és a szórványtelepülés között.

## Leírás
A szeres települések nem tartoznak a zárt szerkezetű települések közé. A házsorok és a művelés alatt álló kertek a dombok, magaslatok tetején húzódnak. Egy-egy ilyen lakott magaslatot neveznek szernek. Bár közigazgatásilag a szerek egy települést képeznek, a külső szemlélő számára mégis egymástól elkülönült településeket alkotnak. A szerek közötti távolság néhol csak egy-két teleknyi, másutt több kilométer is lehet.
Ez a településforma Magyarországon a Göcsej és az Őrség vidékén elterjedt. Az ismertebb magyarországi szeres falvak Ispánk, Szalafő és Nagyrákos, illetve Őriszentpéter is szeres város. Külföldön Szlovénia keleti régióiban, Stájerországban és Burgenland déli részén találkozhatunk szerekkel.

## Története
A szeres települések egy része már a 13. századra kialakult. Az Őrségben eredetileg a határgyepűt őrző családok foglalták el a domboldalakat, ahol otthonuk védett volt a tavaszi vizektől. A szerek nemzetségi szálláshelyek voltak, amelyek az idők folyamán kisnemesi településekké váltak. A török korban a domblábakról a szerek felhúzódtak a dombok tetejére, ahonnan jobb kilátás nyílt a környező tájra. A települések a 19. századig két övezetre oszlottak: a házak környékén a megművelt terület húzódott, azoktól távolabb pedig erdőirtó gazdálkodás zajlott. A 20. században a szeres szerkezet már kedvezőtlen adottság volt és az aprófalvakhoz hasonló problémák jelentkeztek: elvándorlás, szolgáltatások és munkahelyek hiánya.

### Külső hivatkozások
- Magyarország településszerkezete
- Kempelen Farkas Digitális Könyvtár Archiválva 2008. április 6-i dátummal a Wayback Machine-ben
- Szeres települések a Google Maps térképén; Pecarovci (Szlovénia)